# Kadzewo
Kadzewo (prononciation : [kaˈd͡zɛvɔ]) est un village polonais de la gmina de Śrem dans le powiat de Śrem de la voïvodie de Grande-Pologne dans le centre-ouest de la Pologne.
Il se situe à environ 6 kilomètres au sud de Śrem (siège de la gmina et du powiat) et à 41 kilomètres au sud de Poznań (capitale régionale).

## Histoire
De 1975 à 1998, le village faisait partie du territoire de la voïvodie de Poznań.

Depuis 1999, Kadzewo est situé dans la voïvodie de Grande-Pologne.